# Erebia stricta
Erebia stricta är en fjärilsart som beskrevs av Mousley 1902. Erebia stricta ingår i släktet Erebia och familjen praktfjärilar. Inga underarter finns listade i Catalogue of Life.